# Валерон, Хуан Карлос
Хуа́н Ка́рлос Валеро́н Санта́на (исп. Juan Carlos Valerón Santana; 17 июня 1975, Аргинегин, Гран-Канария) — испанский футболист, полузащитник, ныне — главный тренер клуба «Депортиво Фабриль».

## Карьера

### Клубная карьера
Хуан Карлос Валерон начал карьеру в академии клуба «Лас-Пальмас». В 1995 году он дебютировал во втором испанском дивизионе с первой командой клуба, где играл его брат, Мигель Анхель Валерон. Через два года он перешёл в «Мальорку», в которой дебютировал 30 августа 1997 года в матче с «Валенсией», выйдя на поле за 10 минут до конца встречи. После сезона в «Мальорке» Валерон перешёл в «Атлетико Мадрид», но команда выступала очень слабо, и через сезон вылетела во второй дивизион.
В 2000 году Валерон перешёл в клуб «Депортиво Ла-Корунья», с которой Валерон уже в первом сезоне выиграл Суперкубок Испании, а через два сезона выиграл Кубок Короля и свой второй Суперкубок страны. Блестящая игра Валерона вынудила кумира галисийских болельщиков бразильского полузащитника Джалминью сначала «осесть» на скамье запасных, а затем и уйти из клуба. В феврале 2004 года Валерон подписал с «Депортиво» контракт до 2011 года, пожелав выступать за клуб до завершения карьеры. Начиная с первого месяца зимы 2006 года у Валерона началась череда травм: сначала крестообразной связки колена, а затем в августе того же года, когда начался период восстановления, у Хуана Карлоса случился рецидив, и 24 марта 2007 года он был повторно прооперирован. Лишь 27 января 2008 года Валерон вновь вышел на поле на 75-й минуте встречи с «Вальядолидом», спустя 133 дня с момента предыдущего выступления. В сезоне 2008/09 Валерон уже полностью вернулся на поле и завоевал место в «основе» команды.
1 мая 2010 года Валерон подписал новый 5-летний контракт с «Депортиво».
28 мая 2013 года Валерон заявил о завершении своей профессиональной карьеры. Однако 14 июня игрок подписал контракт с клубом «Лас-Пальмас».

### Международная карьера
В сборной Испании Валерон дебютировал 18 ноября 1998 года в матче с Италией, завершившийся со счётом 2:2. Всего за национальную команду он провёл 46 матчей и забил 5 голов, один из которых — единственный и победный гол в матче со сборной России на чемпионате Европы 2004.

## Статистика
| Игровая статистика Хуана Карлоса Валерона | Игровая статистика Хуана Карлоса Валерона | Игровая статистика Хуана Карлоса Валерона | Игровая статистика Хуана Карлоса Валерона | Игровая статистика Хуана Карлоса Валерона | Игровая статистика Хуана Карлоса Валерона | Игровая статистика Хуана Карлоса Валерона | Игровая статистика Хуана Карлоса Валерона | Игровая статистика Хуана Карлоса Валерона | Игровая статистика Хуана Карлоса Валерона | Игровая статистика Хуана Карлоса Валерона | Игровая статистика Хуана Карлоса Валерона |
| Сезон                                     | Клуб                                      | Лига                                      | Чемпионат                                 | Чемпионат                                 | Кубок                                     | Кубок                                     | Еврокубки                                 | Еврокубки                                 | Всего                                     | Всего                                     |                                           |
| Сезон                                     | Клуб                                      | Лига                                      | Игры                                      | Голы                                      | Игры                                      | Голы                                      | Игры                                      | Голы                                      | Игры                                      | Голы                                      |                                           |
| ----------------------------------------- | ----------------------------------------- | ----------------------------------------- | ----------------------------------------- | ----------------------------------------- | ----------------------------------------- | ----------------------------------------- | ----------------------------------------- | ----------------------------------------- | ----------------------------------------- | ----------------------------------------- | ----------------------------------------- |
| 1994/95                                   | Лас-Пальмас В                             | Терсера                                   | ?                                         | ?                                         | -                                         | -                                         | -                                         | -                                         | ?                                         | ?                                         |                                           |
| 1995/96                                   | Лас-Пальмас                               | Сегунда В                                 | 27                                        | 0                                         | 2                                         | 1                                         | -                                         | -                                         | 29                                        | 1                                         |                                           |
| 1996/97                                   | Лас-Пальмас                               | Сегунда                                   | 27                                        | 2                                         | 1                                         | 0                                         | -                                         | -                                         | 28                                        | 2                                         |                                           |
| 1997/98                                   | Реал Мальорка                             | Примера                                   | 36                                        | 3                                         | 11                                        | 1                                         | -                                         | -                                         | 47                                        | 4                                         |                                           |
| 1998/99                                   | Атлетико Мадрид                           | Примера                                   | 30                                        | 3                                         | 5                                         | 0                                         | 5                                         | 0                                         | 40                                        | 3                                         |                                           |
| 1999/00                                   | Атлетико Мадрид                           | Примера                                   | 35                                        | 4                                         | 6                                         | 0                                         | 6                                         | 0                                         | 47                                        | 4                                         |                                           |
| 2000/01                                   | Депортиво Ла-Корунья                      | Примера                                   | 31                                        | 4                                         | 2                                         | 0                                         | 8                                         | 0                                         | 41                                        | 4                                         |                                           |
| 2001/02                                   | Депортиво Ла-Корунья                      | Примера                                   | 36                                        | 3                                         | 4                                         | 0                                         | 13                                        | 3                                         | 53                                        | 6                                         |                                           |
| 2002/03                                   | Депортиво Ла-Корунья                      | Примера                                   | 23                                        | 2                                         | 1                                         | 0                                         | 5                                         | 0                                         | 29                                        | 2                                         |                                           |
| 2003/04                                   | Депортиво Ла-Корунья                      | Примера                                   | 34                                        | 3                                         | 1                                         | 0                                         | 14                                        | 3                                         | 49                                        | 6                                         |                                           |
| 2004/05                                   | Депортиво Ла-Корунья                      | Примера                                   | 38                                        | 1                                         | 1                                         | 0                                         | 8                                         | 0                                         | 47                                        | 1                                         |                                           |
| 2005/06                                   | Депортиво Ла-Корунья                      | Примера                                   | 20                                        | 4                                         | 3                                         | 1                                         | -                                         | -                                         | 23                                        | 5                                         |                                           |
| 2006/07                                   | Депортиво Ла-Корунья                      | Примера                                   | 2                                         | 0                                         | 1                                         | 0                                         | -                                         | -                                         | 3                                         | 0                                         |                                           |
| 2007/08                                   | Депортиво Ла-Корунья                      | Примера                                   | 5                                         | 0                                         | 0                                         | 0                                         | -                                         | -                                         | 5                                         | 0                                         |                                           |
| 2008/09                                   | Депортиво Ла-Корунья                      | Примера                                   | 22                                        | 0                                         | 2                                         | 0                                         | 8                                         | 0                                         | 32                                        | 0                                         |                                           |
| 2009/10                                   | Депортиво Ла-Корунья                      | Примера                                   | 18                                        | 1                                         | 2                                         | 0                                         | -                                         | -                                         | 20                                        | 1                                         |                                           |

## Достижения
Депортиво Ла-Корунья
- Обладатель Кубка Испании: 2002
- Обладатель Суперкубка Испании (2): 2000, 2002